# آدریون پاجازیتی
آدریون پاجازیتی (انگلیسی: Adrion Pajaziti؛ زادهٔ ۱۶ نوامبر ۲۰۰۲) بازیکن فوتبال است.
وی همچنین در تیم‌های ملی فوتبال Albania national under-19 football team و زیر ۲۱ سال کوزوو بازی کرده‌است.